# Município de Dover (condado de Fulton, Ohio)
Localização do Ohio nos E.U.A.
O município de Dover (em inglês: Dover Township) é um município localizado no condado de Fulton no estado estadounidense de Ohio. No ano 2010 tinha uma população de 1578 habitantes e uma densidade populacional de 28,44 pessoas por km².

## Geografia
O município de Dover encontra-se localizado nas coordenadas 41° 36′ 36″ N, 84° 09′ 40″ O. Segundo a Departamento do Censo dos Estados Unidos, o município tem uma superfície total de 55.48 km², da qual 55,36 km² correspondem a terra firme e (0,21 %) 0,12 km² é água.

## Demografia
Segundo o censo de 2010, tinha 1578 pessoas residindo no município de Dover. A densidade populacional era de 28,44 hab./km².